# Attavante degli Attavanti

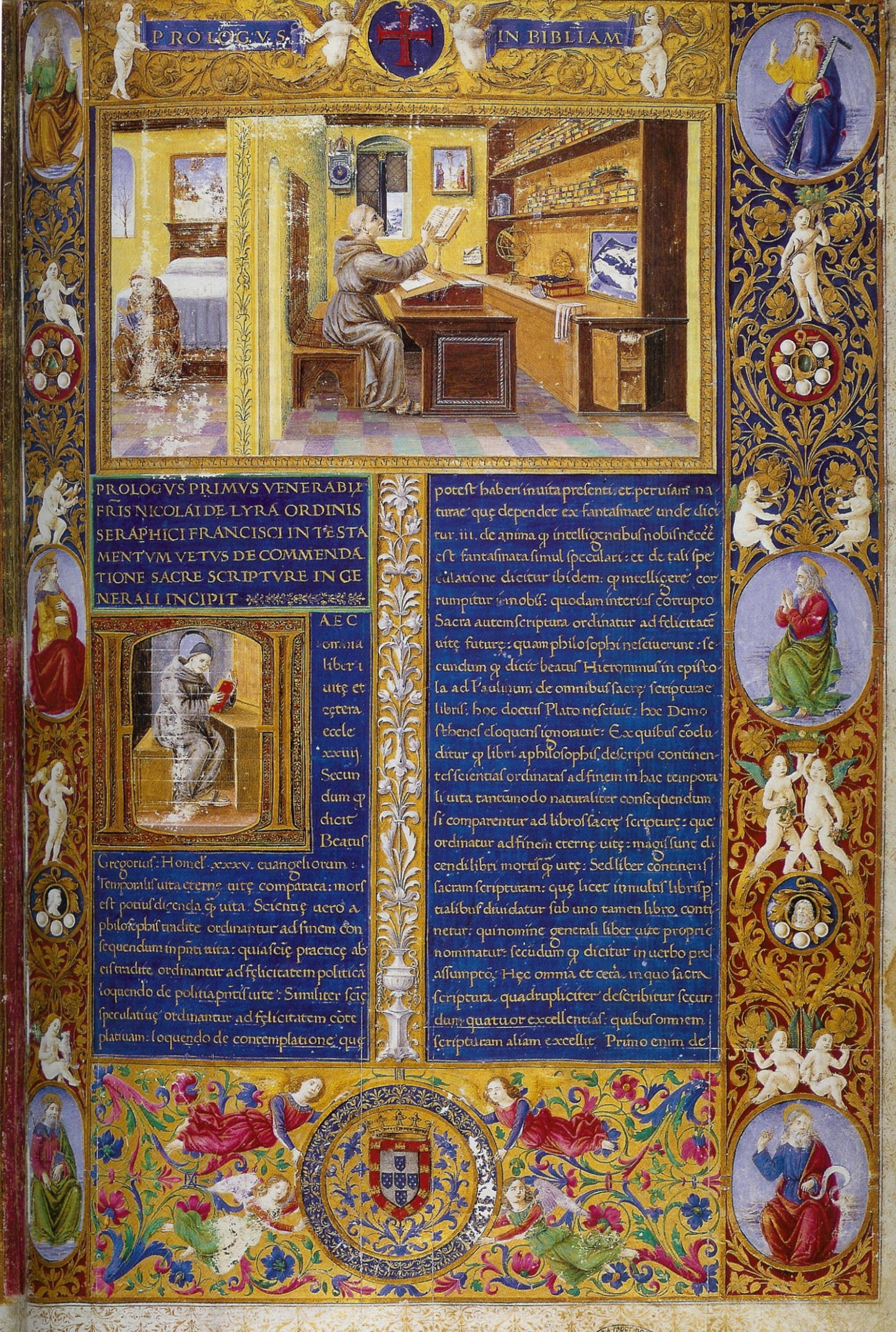
Página da Bíblia dos Jerónimos

Attavante degli Attavanti (Castelfiorentino, 1452 - Florença, 1525) foi um miniaturista italiano do Renascimento. Também era conhecido pelos nomes Gabriello di Vante, Attavanti Gabriello di Vante e Vante Attavante.
Sua atividade está registrada desde 1476 como miniaturista do duque de Urbino, Federico da Montefeltro, e do rei Matias Corvino. Entre suas obras se destaca a magnífica Bíblia dos Jerónimos, um dos mais suntuosos manuscritos iluminados do século XV.